# 電気炉メーカー
電気炉メーカー（でんきろメーカー）とは、鉄スクラップを原料として電気炉で鉄鋼を生産する鉄鋼メーカーのことである。一般に棒鋼（鉄筋）、形鋼、平鋼、鋼板を主力製品とする普通鋼を生産するメーカーを電気炉メーカーとし、特殊鋼を生産する鉄鋼メーカーを特殊鋼メーカー、鋳鍛鋼品を生産するメーカーを鋳鍛鋼メーカーとして区別している。「電気炉」は「電炉」とも略されるので、電気炉メーカーを電炉メーカーと言う事もある。

## 概要
高炉が鉄鉱石や原料炭を主原料とするのに対し、電気炉は鉄スクラップを主原料とする。日本での2001年から2006年に掛けての粗鋼生産比率は、高炉が73%、電気炉では27%である。尚、現在日本の電気炉メーカーは約60社ほどある。
鉄鋼を製造する具体的な工程（鋳造し、圧延する）は高炉と電気炉であまり変わりはない。ただし、鉄スクラップには不純物が含まれている為、電気炉製の鉄鋼の加工性は高炉製のそれに及ばないというデメリットを持つとされてきたが、近年ではその不純物を有効利用して高級鋼板が製造可能になってきている。また電気炉工場は、高炉工場ほど広大な土地を必要とせず（高炉大手の大製鉄所では、東京ドーム200個分以上）、高炉工場と比べて生産規模の融通が利く上に、建設費用も300～1000億円と高炉の10～20%で済み（高炉なら5000億～1兆円）、減価償却負担も軽く、市況状況に応じて操業を停止させる事も容易であるというメリットを有する（高炉は一度火入れを行うと、設備上の問題で15～20年は操業を停止できない）。
電気炉は、鉄スクラップを原料とするが故に、鉄スクラップが豊富である先進国で発展しやすい。アメリカや日本では1980年代以降に発展した（ただし日本の場合、プラザ合意後の急激な円高が鉄鋼業界を圧迫した為、バブル景気が訪れるまでは経営破綻や合従連衡を起こす電炉メーカーがあった）。日本は90年代まで鉄スクラップの一部を輸入に頼っていたが、その後自給化が進み、今ではアジア諸国へ輸出する立場になっている。
電気炉によって製造された普通鋼製品は、建築、土木、産業機械、造船等の材料として用いられる。また、精錬時に合金を添加し自動車や建設機械の部品に用いる事もある。
鉄スクラップを原料にするため、環境保護、リサイクルの観点からは重要な役割を担っている。鉄鋼メーカーから出る自社発生屑、自動車工場や機械工場から発生する工場発生屑、その他にも建築物の解体屑、廃車、空き缶などからもスクラップは採取できる。2004年における自社発生屑を除いたその構成比は、工場発生屑が32%、建築廃材が25.5%、機械廃材が23.8%、土木廃材が15.9%、自動車廃材が15.5%である。また、電気炉は高炉に比べ生産量当りに発生する二酸化炭素の量が少なく、最近では高炉メーカーも二酸化炭素発生量低減等の目的に、原料の10％強は鉄スクラップを使用している。

## 高炉メーカーとの競争
電気炉メーカーは、本来高炉メーカーが得意とする（あるいは多くが高炉メーカによって占められている）市場に参入していく事もある。1980年代、日本では東京製鐵が大型H形鋼の市場に参入。1990年代には日本で東京製鐵が熱延鋼板や表面処理鋼板の市場に参入し、アメリカではニューコアが低コストを武器に鋼材シェアを高炉メーカーから奪取。2005年2月の日本では、東京製鐵が今度は自動車用鋼材市場に、電気炉メーカーとして初めて参入した。自動車業界の業界悪化が影響し、2009年内に東京製鐵は電気炉製品（高炉製品より3割安）を国内自動車メーカーに初めて納入する予定。
高炉メーカーもそれに対抗し、日本では1993年度から1996年度にかけて高炉メーカー各社が総計で1兆円規模のコスト削減に努め、電気炉メーカーのシェア拡大を阻止。

## 流通・販売の形態
電気炉メーカーは「店売り販売」を主体としている。これは、メーカーが流通業者との間で価格を決める方法を言う。一方、メーカーが鋼材の直接のユーザーと交渉して価格を決める方法を「ひも付き販売」と言い、これは高炉メーカーや特殊鋼メーカーが主に行う方法である。
電気炉メーカーが店売りを主体とする理由は、原料の鉄スクラップ価格が日々変動しているためである。先物による販売契約を結んでいると、その後鉄スクラップ価格が高騰した場合、コストを圧迫される恐れがある。しかし店売りであれば、仮に鉄スクラップ価格が高騰しても、減産し流通業者への販売価格を引き上げる事で、製品価格と材料価格の差を維持出来るのである。

## 代表的な電気炉メーカー

### 日本
- 東京製鐵
- JFE条鋼（JFEグループ系・JFEスチール子会社）
- 共英製鋼（日本製鉄グループ系のメーカー）
- 合同製鐵（日本製鉄グループ系のメーカー）
- 大阪製鐵（日本製鉄グループ系のメーカー）
- トピー工業（日本製鉄グループ系のメーカー、兼業メーカー）
- 中山製鋼所（日本製鉄グループ系のメーカー）
- ヤマトスチール（大和工業の事業子会社）
- 中部鋼鈑
- 朝日工業（元セゾン系の兼業メーカー）
- 新関西製鐵

### 韓国
- 東国製鋼
- 韓国鉄鋼

### アメリカ
- ニューコア